# Ohrbooten
Ohrbooten est un groupe allemand de reggae et hip-hop alternatif, originaire de Berlin, actif entre 2003 et 2017.

## Histoire
Les Ohrbooten sont formés en 2003. Leurs démos sont remarquées par le groupe Die Toten Hosen, qui les signe en 2005. La même année, Ohrbooten publie son premier album Spieltrieb chez JKP. Avant la formation du groupe, Ben Pavlidis et Matze Jechlitschka se produisaient déjà depuis quelques années comme musiciens de rue sous le nom de Debaska.
Avant les Ohrbooten, Markus Lingner s'était déjà produit dans de nombreux autres styles. Par exemple dans le jazz avec Sex im Stehen, la techno avec Berlin Bitch, la pop en tant que percussionniste pour Jeanette Biedermann. Il a également collaboré à la version réenregistrée de l'album Musik ist keine Lösung du rappeur Alligatoah, en y apportant deux chansons, et joue également dans le groupe live du rappeur.
Avant de rejoindre Ohrbooten, Christopher Noodt avait déjà joué dans divers groupes et projets. Durant la saison 2002/2003, il est directeur musical du Maxim-Gorki-Theater à Berlin. Outre les Ohrbooten, il collabore avec les artistes les plus divers, dont FlowinImmO, Arto Lindsay et Vanilla Ninja. Il improvise également de la musique de théâtre pour Theatersport Berlin, hidden shakespeare et Die Bö. En raison d'idées divergentes sur l'avenir du groupe, il aquitte le groupe en 2012. Les concerts du groupe ont lieu entre autres : Rock im Park, Rock am Ring, Hurricane Festival, Chiemsee Reggae Summer, Summerjam, Wutzrock, Reggae Jam, Das Fest, Abifestival, Folklore-Festival, Deichbrand à Cuxhaven et au Taubertal-Festival.
Dès le 14 juillet 2008, les Ohrbooten deviennent les parrains du projet Schule ohne Rassismus – Schule mit Courage (français : École sans racisme - École avec courage).
Le 21 décembre 2017, les Ohrbooten donnent leur dernier concert à Berlin. Ils avaient auparavant annoncé en avril qu'ils feraient une pause d'au moins un an.

## Discographie

### Albums studio
- 2005 : Spieltrieb (CD) (Jochens kleine Plattenfirma)
- 2007 : Babylon bei Boot (CD/12") (Jochens kleine Plattenfirma)
- 2009 : Gyp Hop (CD/12") (Jochens kleine Plattenfirma)
- 2013 : Alles für alle bis alles alle ist (CD, vinyle, téléchargement)  (BMG)
- 2015 : Tanz mal drüber nach (CD, vinyle, téléchargement) (Omn Label Services)

### Singles
- 2005 : An alle Ladies (CD) (Jochens kleine Plattenfirma)
- 2005 : Autobahn (CD) (Jochens kleine Plattenfirma) (feat. Johnny Strange)
- 2006 : Und Tschüß! (CD) (Jochens kleine Plattenfirma)
- 2007 : Bewegung (CD) (Jochens kleine Plattenfirma)
- 2007 : Man lebt nur einmal (téléchargement) (Jochens kleine Plattenfirma)
- 2009 : Mit dem Kopf durch die Wand (téléchargement) (Jochens kleine Plattenfirma)
- 2009 : 100 mal am Tag (téléchargement) (Jochens kleine Plattenfirma)